# Horst Steeger
Horst Steeger (* 15. Mai 1932 in Kamsdorf) ist ein deutscher Wirtschaftswissenschaftler.

## Leben
Ab 1946 machte er eine Ausbildung in der Maxhütte in Unterwellenborn. 1960 wurde er SED-Mitglied. Er studierte Finanz- und Rechnungswesen, Statistik und Volkswirtschaftsplanung an der ASR Potsdam-Babelsberg und der Hochschule für Ökonomie Berlin. Nach der Promotion 1958 zum Dr. rer. oec. und der Habilitation 1963 an der HfÖ war er von 1984 bis 1990 Rektor der Akademie für Staats- und Rechtswissenschaft der DDR.

## Schriften (Auswahl)
- Der Kosteneffekt, das Niveau und die Perspektiven der Kombination im Eisenhüttenwesen der Deutschen Demokratischen Republik. Berlin 1958, OCLC 720448140.
- Probleme der ökonomischen Stimulierung, Planung und Abrechnung des wissenschaftlich-technischen Fortschritts in der sozialistischen Industrie der Deutschen Demokratischen Republik. Berlin 1963, OCLC 74036049.